# 球狀船首

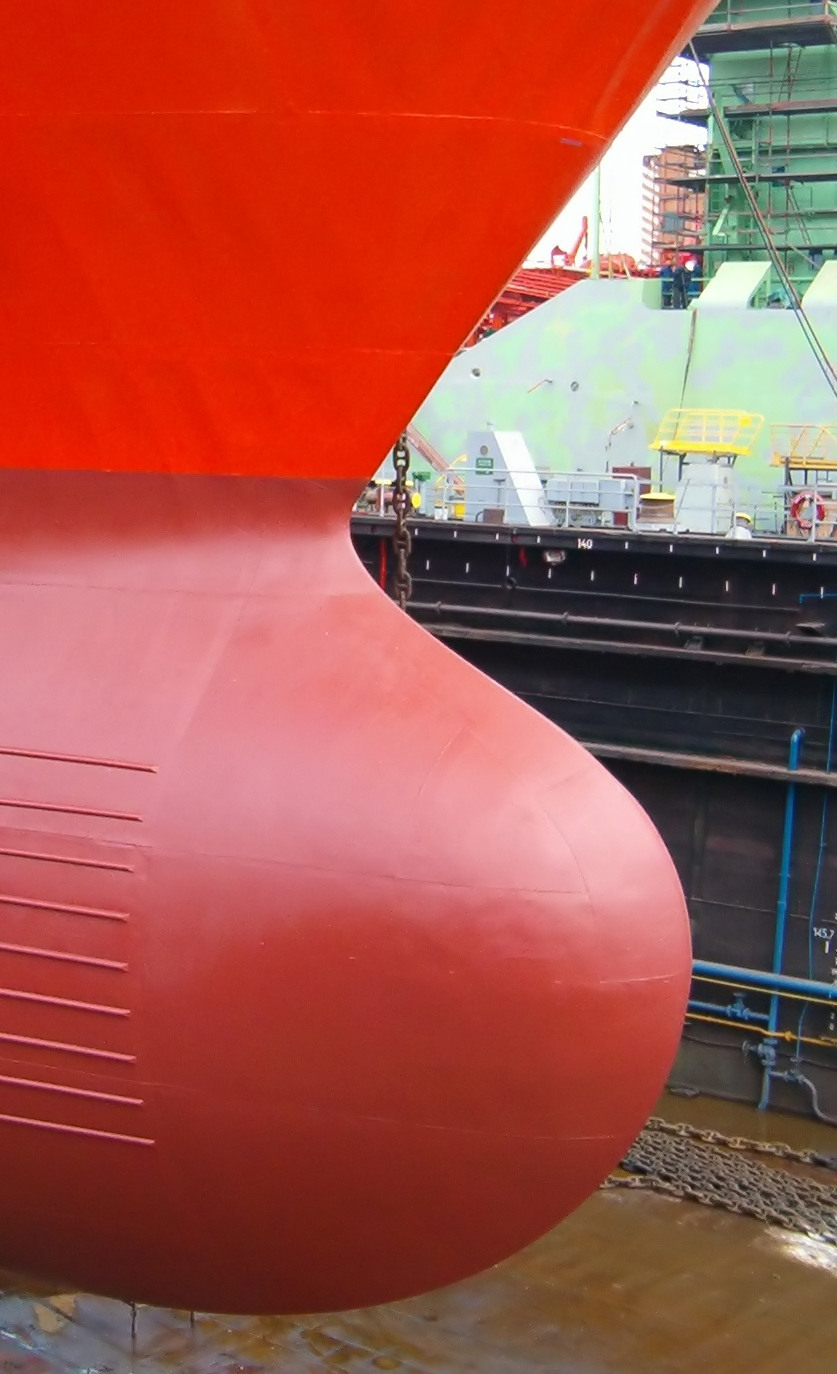
球狀船首

球状船首 (英語：Bulbous bow)，或稱球型艏、球鼻艏，是為了船隻能抵消海波的打擊而設計的，外型為一個突出的球般，位置在船首水線底下的突起部分。能抵消海浪所造成的衝擊，令燃料的效率及速度提高，故常見於大型船隻。它和船隻的撞角外型類似，但功用及效果則大相逕庭。不少現代的船艦也採取類似的設計。

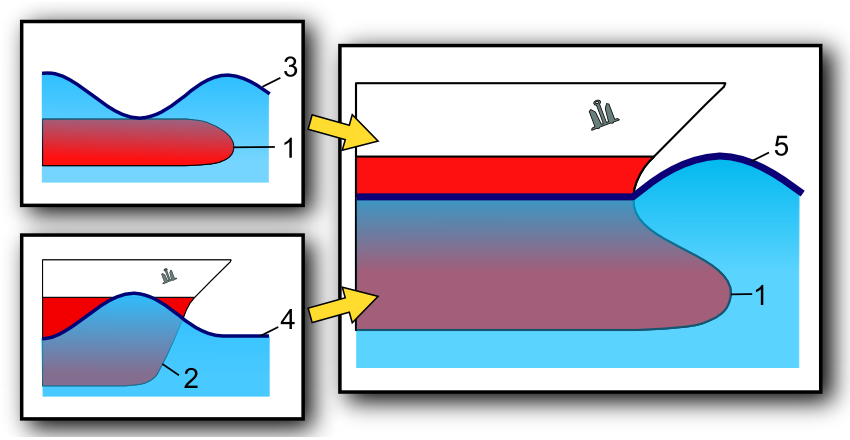
球状船首能减少船只在高速行驶时受到的兴波阻力